# Буравцева (деревня)
Буравцева — деревня Лебедянского района Липецкой области. Входит в состав Яблоневского сельсовета.

## География
Расположена на реке Красивая Меча в 27 км к северо-западу от города Лебедянь и в 77 км от Липецка.
Уличная сеть представлена тремя географическими объектами: Малый пер., ул. Дорожная и ул. Нагорная.

## Топонимика
Слова буровлянка, буравль, буравец означает «ручей в крутосклонном глубоком овраге».

## История
Упоминается в 1670 году, как селение служилых людей «детей боярских».

## Население
| 2010 |
| ---- |
| 16   |

Согласно результатам переписи 2002 года, в национальной структуре населения
русские составляли 100 % из 34 чел.. Мужчин 14, женщин 20 чел.

## Инфраструктура
Обслуживается отделением почтовой связи 399624.
Личное подсобное хозяйство.

## Транспорт
Просёлочные дороги.